# Mike Carr
Michael Anthony „Mike“ Carr (* 7. Dezember 1937 in South Shields, County Durham, England; † 22. September 2017) war ein britischer Jazz-Organist, Pianist und Vibraphonist.

## Leben
Mike Carr war der jüngere Bruder des Trompeters Ian Carr. Auf der Schule lernte er etwas Klavier, war aber eigentlich Autodidakt. Gemeinsam mit seinem Bruder spielte er Mitte der 1950er Jahre in einer Jazzband des King’s College in Newcastle. Nach dem Militärdienst war er zunächst als Handelsvertreter tätig und leitete sein eigenes Quartett, das dann mit seinem Bruder zum EmCee Five wurde. Ab 1960 wirkte er mit dieser Gruppe, zu der zunächst auch Ronnie Stephenson gehörte, als Jazzorganist in der Region um Newcastle. 1962 zog er nach London, von 1963 bis 1965 trat er in Afrika auf. Dann spielte er in Herbie Goins Gruppe Nighttimers. Ab 1967 hatte er ein eigenes Trio, zu dem John McLaughlin gehörte; er spielte im Ronnie Scott’s Jazz Club und begleitete Musiker wie Coleman Hawkins, Don Byas, Dizzy Gillespie, Illinois Jacquet, Eddie Lockjaw Davis, Kenny Clarke oder Jimmy Witherspoon. Von 1968 bis 1969 spielte er im portugiesischen Quinteto Académico, mit dem er u. a. mit Amália Rodrigues im Hotel Polana in Mosambik auftrat.
Carr arbeitete in den 1970er- und 1980er-Jahren mit Scott und mit eigenen Formationen, zu denen Dick Morrissey und Tony Coe gehörten. Mit seinem Quartett begleitete er 1998 die Sängerin Irene Reid auf dem Le Jardin-Jazzfestival in Bayonne. Er gilt als Erneuerer des Spiels auf der Hammondorgel. Ab 2002 trat er mit seinem Blue Note Quartet auf, dem 2007 der Trompeter Steve Fishwick, der Bassist Osian Roberts und der Schlagzeuger Spike Wells angehörten. Im Duo mit Jim Mullen spielte er 2010 das Album That’s Entertainment ein.

## Diskografie (Auswahl)
- Bebop from the East Coast 1960/1962 (Birdland) mit Ian Carr, John McLaughlin, Gary Cox
- Good Times and the Blues (Cargogold, 1993) mit Dick Morrissey, Jim Mullen, Mark Taylor
- Live at the Ship Inn 1967 (Ed. 2023), mit Harold McNair, Tony Crombie